# Necros (James Bond)
Necros es un personaje ficticio en el filme de James Bond, The Living Daylights. Él fue interpretado por Andreas Wisniewski.

## Biografía
Necros, significa 'Muerte' en Griego, él fue un altamente entrenado y disciplinado asesino soviético que trabajaba bajo las órdenes del General Koskov y aunque estaba afiliado con la KGB, él era completamente leal a Koskov. Su único vicio parece ser una adicción a su Walkman personal la cual tocaba siempre la canción Where Has Everybody Gone de The Pretenders. Necros utiliza un gran número de disfracer y muchas técnicas de asesinato tales como la estrangulación (numerosas veces utilizando sus propios audífonos), siendo este último su método preferido.
Su primer prioridad es traer con el al general Koskov a Tangier (donde se encontraba la base de operaciones de Brad Whitaker) , todo esto teniendo que hacerse paso a través de la casa de seguridad del MI6. El cumple su misión disfrazándose como un lechero, lo cual le permite infiltrarse a la casa de Inteligencia. Subsecuentemente después de derrotar a un agente del MI6, Necros usa la radio para dar una alerta falsa al servicio de inteligencia, argumentando una fuga de gas en el edificio. Esto causa que los elementos de seguridad ordenen evacuar el edificio. En la confusión Necros aprovecha para secuestrar a Koskov asegurando su escapa con la ayuda de granadas explosivas que poseen la forma de pequeñas botellas de leche matando en el proceso a varios agentes del servicio secreto quienes trataban de aprehenderlo.
Necros posteriormente a mata a Saunders, cabeza de la estación V en Vienna, lo cual lo hace parte de la operación que muchos agentes del Servicio Secreto Británico consideran es Smiert Spionem o Muerte a los espías. 
Necros asimismo es asesinado en la pelea que se suscita en el avión Hercules, con él y Bond colgados del cargamento de opio el cual iba a caer hacia el suelo, al final de la pelea él se cuelga de una "Bota" de Bond, la cual el corta con una navaja haciendo que el asesino caiga al suelo.
Su Leitmotiv o tema musical es la canción Where Has Everybody Gone tanto en sus versiones instrumentales como en su versión vocal.
- Datos: Q10335943